# University of Kalamoon
Die University of Kalamoon (arabisch جامعة القلمون الخاصة, DMG Ǧāmiʿat al-qalamūn al-ḫāṣṣa) ist eine akkreditierte Privatuniversität in Syrien. Ihr Sitz liegt in Deir Atiyah, an-Nabk-Distrikt, Gouvernement Rif Dimaschq zwischen dem Qalamun-Gebirge und dem östlichen Libanongebirge, etwa 88 Kilometer nördlich von Damaskus-Stadt. 2001 erlaubte ein staatliches Dekret die Gründung privater Universitäten. Eine Organisation des Unternehmers Saleem Daaboul gründete die Universität. Sie ist die erste Privatuniversität in Syrien. Ihr Präsident ist Nabil Na'im Al-Battal. In Deutschland kooperiert sie im Rahmen des Tempus-Programms mit der HU Berlin.

## Fakultäten
Die Universität hat neun Fakultäten:
- Medizin
- Zahnmedizin
- Pharmazie
- Ingenieurswesen
- Wirtschaftswissenschaften und Management
- Diplomatie und internationale Beziehungen
- angewandte Wissenschaften
- Gesundheitswissenschaften
- Medienwissenschaften